# Hoya brittonii
Hoya brittonii är en oleanderväxtart som beskrevs av D. Kloppenburg. Hoya brittonii ingår i släktet Hoya och familjen oleanderväxter. Inga underarter finns listade i Catalogue of Life.